# Ein deutsches Requiem
Ein deutsches Requiem, nach Worten der heiligen Schrift, op. 45, is een groot werk voor koor, solisten en symfonieorkest - eventueel met orgel - gecomponeerd door de Duitse componist Johannes Brahms tussen 1865 en 1868. Het is geestelijke muziek, maar zonder liturgische teksten. Het bestaat uit zeven delen en duurt ongeveer 70 tot 80 minuten, waarmee het het langste werk is van Brahms.

## Geschiedenis

### Ontstaansgeschiedenis
Het idee om een treurmis te schrijven kreeg Brahms al zeer vroeg. Mogelijk dat de tragische dood van zijn goede vriend Robert Schumann in 1856 dit voornemen versterkte. In 1861 noteerde Brahms de teksten die hij wilde gebruiken op de achterzijde van het vierde lied van zijn Magelonen-Romanzen op. 33. Het lijkt erop dat de dood van zijn moeder in februari 1865 ervoor zorgde dat Brahms verder werkte aan het requiem. In april 1865 stuurt hij deel IV ter beoordeling naar Clara Schumann. Deel I en II lijken al daarvoor gecomponeerd te zijn (echter nog zonder slot). Voor deel II gebruikte hij materiaal dat hij al eerder had geschreven in 1854, het jaar van Schumanns psychische inzinking en zelfmoordpoging, en van Brahms verhuizing naar Düsseldorf om Clara Schumann en haar zeven kinderen te helpen.
Deel III is ontstaan tijdens een langer oponthoud bij Brahms’ vriend en fotograaf Julius Allgeyer in Karlsruhe en deel VI en VII in de zomer van 1866 in Lichtental (bij Baden-Baden) en/of in Winterthur. Wat het vijfde deel is in de huidige versie werd pas in mei 1868 geschreven en na de twee eerste uitvoeringen aan het werk toegevoegd.

### Eerste uitvoeringen
De eerste drie delen werden op 1 december 1867 voor het eerst uitgevoerd tijdens een concert van het Gezelschap van de Wiener Musikfreunde onder leiding van Johannes Herbeck, meer wilde men het publiek niet aandoen. De uitvoering was geen succes. Veel meer succes had de eerste uitvoering in Duitsland, van het toen nog zesdelige werk op Goede Vrijdag 10 april 1868 in de Dom van Bremen met Brahms zelf op de bok en Julius Stockhausen als baritonsolist. Op aandringen van de kapelmeester van de Dom Carl Martin Reinthaler werd de aria Ich weiß, dass mein Erlöser lebet uit Händels Messiah toegevoegd (zie onder). De uitvoering werd een groot succes en betekende een keerpunt in de carrière van Brahms.
Brahms voegde deel V toe in mei 1868. Het werd voor het eerst gezongen in Zürich op 12 september 1868 door Ida Suter-Weber, met Friedrich Hegar als dirigent van het Tonhalle Orchester Zürich. Het volledige zevendelige werk zoals het nu is beleefde op 18 februari 1869 zijn première in het Gewandhaus in Leipzig onder leiding van Carl Reinecke met het Gewandhausorchester en Gewandhauskoor en de solisten Emilie Bellingrath-Wagner en Franz Krükl.

### Titel
De eerste keer dat Brahms de titel Ein deutsches Requiem gebruikte, was in 1865 in een brief aan Clara Schumann waarin hij schreef dat hij het werk had bedoeld als een "soort van Duits Requiem". Brahms was geroerd toen hij er jaren later achter kwam dat ook Robert Schumann het plan had een werk te schrijven met dezelfde titel. Deutsch heeft vooral betrekking op de taal, meer dan op het beoogde publiek. Brahms vertelde Karl Martin Reinthaler, muzikaal leider van de kathedraal in Bremen, dat hij het werk graag Een menselijk requiem zou hebben genoemd.

## Tekst
De vaste tekst van de Latijnse dodenmis, het requiem, is een gebed dat de gestorvene begeleidt, en hem helpt de verlossing te bereiken. Brahms gaat heel anders met het idee van een requiem om. Niet de overledenen hebben hulp en troost nodig, maar de nabestaanden. Hij koos daarom teksten uit het Oude en Nieuwe Testament (in de vertaling in het Duits van Maarten Luther) en ook apocriefe boeken, die de nabestaanden helpen hun lijden te verlichten en de onomkeerbaarheid van de dood te accepteren. De keuze van de teksten getuigt van Brahms’ grote kennis van de Bijbel en van zijn persoonlijke religieuze opvattingen en geestelijke vrijheid.
Ein deutsches Requiem is geen treurmuziek. De centrale gedachte van het werk is niet de eeuwige rust van de overledenen, maar voor alles de troost voor degenen die het leed dragen, muziek dus voor de levenden. Zo begint Brahms' requiem met de tekst "Selig sind, die da Leid tragen, denn sie sollen getröstet werden" ("Zalig zijn die treuren, want zij zullen vertroost worden") (Matteüs 5:4), terwijl de traditionele Latijnse requiemmis begint met "Requiem eternam dona eis, Domine" ("Geef ze eeuwige rust, o Heer").
Brahms liet met opzet de christelijke dogma's weg. In zijn briefwisseling met Karl Reinthaler, toen Reinthaler hierover zijn zorg uitte, weigerde Brahms tekst toe te voegen die zou refereren aan "de verlossende dood van de Heer" zoals Reinthaler wilde (zoals in Johannes 3:16). In de uitvoering van het werk in Bremen was Reinthaler zo vrij om de aria "Ich weiß, dass mein Erlöser lebet" uit Händels Messiah toe te voegen, met als bedoeling de geestelijken tevreden te stellen.

## Delen
De opname is uit 2001 door "The Holden Consort Orchestra and Choir".
1. Koor: "Selig sind, die da Leid tragen"
2. Koor: "Denn alles Fleisch, es ist wie Gras"
3. Bariton en koor: "Herr, lehre doch mich"
4. Koor: "Wie lieblich sind deine Wohnungen"
5. Sopraan en koor: "Ihr habt nun Traurigkeit"
6. Bariton en koor: "Denn wir haben hier keine bleibende Statt"
7. Koor: "Selig sind die Toten"

## Orkestratie
De bezetting van Ein deutsches Requiem is:
- solisten: sopraan en bariton
- vierstemmig gemengd koor
- 2 fluiten en 1 piccolo
- 2 hobo's
- 2 klarinetten
- 2 fagotten en 1 contrafagot
- 4 hoorns
- 3 trompetten
- 3 trombones
- tuba
- pauken
- harp (één partij, bij voorkeur gedubbeld)
- orgel (ad libitum)
- strijkers

Opmerkelijk in de orkestratie is dat in het eerste deel de violen geheel ontbreken, met gediviseerde altviolen. Brahms gebruikt de harpen aan het slot van deel I en VII. Brahms maakte ook een transcriptie van de orkestpartij voor vierhandig piano.

## Terugkerend motief
De eenheid binnen Ein deutsches Requiem komt tot uiting in een motief van een terts gevolgd door een secunde in dezelfde richting. De eerste koorinzet van de sopranen laat dit motief  meteen horen: f-a-bes. Dit motief komt terug in elk deel en in veel van het thematisch materiaal van het werk.

## Hertaling door Jan Rot
Jan Rot maakte een hertaling van Ein deutsches Requiem met de titel Een Hollands requiem. De première van deze versie vond plaats op zondag 16 december 2007 in De Doelen in Rotterdam, met een voorpremière op zaterdag 15 december in het Muziekgebouw aan 't IJ in Amsterdam door Philharmonisch Koor Toonkunst Rotterdam en het VU-Orkest onder leiding van Daan Admiraal.

## Opnames
Alfabetisch geordend op dirigent
- Claudio Abbado met de Berliner Philharmoniker, live-opname uit 1992, Deutsche Grammophon, 1993
- Gerd Albrecht met het Deens Radio Symfonieorkest, Chandos, 2003.
- Herbert Blomstedt met het San Francisco Symphony Orchestra, London, 1995 (winnaar Grammy Award 1995 voor beste kooruitvoering).
- Sergiu Celibidache met de Münchner Philharmoniker, live-opname uit 1981, EMI Classics, 1999.
- Stephen Cleobury met het King's College Choir, in Brahms' versie met 2 piano's, EMI, 2006.
- Harry Christophers met The Sixteen, in Brahms' versie met 2 piano's, Coro Records 2006.
- Michel Corboz met het Ensemble vocal et instrumental de Lausanne, EMI, (1996?)/2004 (in een verzamelbox)
- John Eliot Gardiner met het Orchestre Révolutionnaire et Romantique, Philips, 1991.
- Bernard Haitink met de Wiener Philharmoniker, Decca, 1980.
- Philippe Herreweghe met het Orchestre des Champs-Elysées, live-opname uit 1996, Harmonia Mundi, 1996.
- Herbert von Karajan met de Berliner Philharmoniker en de Wiener Singverein, opname uit 1964, Deutsche Grammophon, 2002.
- Herbert von Karajan met de Berliner Philharmoniker, opname uit 1976, EMI, 2003.
- Otto Klemperer met de Philharmonia Orchestra, opname uit 1961, EMI Classics, 1999.
- Rafael Kubelík met het Symphonieorchester des Bayerischen Rundfunks, live-opname uit 1978, Audite, 2002.
- James Levine met het Chicago Symphony Orchestra en het Chicago Symphony Chorus, RCA, 1983.
- Lorin Maazel met het New Philharmonia Orchestra & Chorus, Sony, 1977.
- Kurt Masur met de New York Philharmonic, live-opname uit 1995, Teldec, 1995.
- Roger Norrington met de London Classical Players en het Schütz Choir of London, Virgin, 1999.
- André Previn met het Royal Philharmonic Orchestra, opname uit 1986, Apex 2002.
- Simon Rattle met de Berliner Philharmoniker, live-opname uit 2006, EMI Classics 2007.
- Wolfgang Sawallisch met de Wiener Symphoniker. Philips, 1962
- Wolfgang Sawallisch met het Symphonieorchester des Bayerischen Rundfunks, Orfeo, 1983.
- Robert Shaw met het Atlanta Symphony Orchestra & Chorus, Telarc, 1992.
- Georg Solti met het Chicago Symphony Orchestra en het Chicago Symphony Chorus, opname uit 1978 van London/Decca.
- Klaus Tennstedt met het London Philharmonic Orchestra & Choir, EMI, 1993; ook op Brilliant Classics, 1999.
- Bruno Walter met de New York Philharmonic Orchestra en het Westminster Choir, live-opname in Carnegie Hall, 1954.